# Lachnellula rhopalostylidis
Lachnellula rhopalostylidis är en svampart som först beskrevs av Dennis, och fick sitt nu gällande namn av Korf 1977. Lachnellula rhopalostylidis ingår i släktet Lachnellula och familjen Hyaloscyphaceae.   Inga underarter finns listade i Catalogue of Life.